# Campoletis sordicincta
Campoletis sordicincta är en stekelart som först beskrevs av Morley 1916.  Campoletis sordicincta ingår i släktet Campoletis och familjen brokparasitsteklar. Inga underarter finns listade.